# 1081 (عدد)
1081 هو عدد صحيح، يلي العدد 1080 وويسبق العدد 1082.

## في الرياضيات

### خصائص
- عدد طبيعي.[3]
- عدد زوجي.[4][5]
- عدد موجب،[6] السالب منه هو -1081.[7]

## في التاريخ
- 1081 هـ هي سنة في التقويم الهجري.
- هي سنة 1081 م في التقويم الميلادي.

## وصلات خارجية
الأعداد الصاتمة، ديوان اللغة العربية.